# Cryptandra
Cryptandra ist eine Gattung aus der Familie der Kreuzdorngewächse (Rhamnaceae). Die über 50 Arten kommen in Australien vor.

## Beschreibung

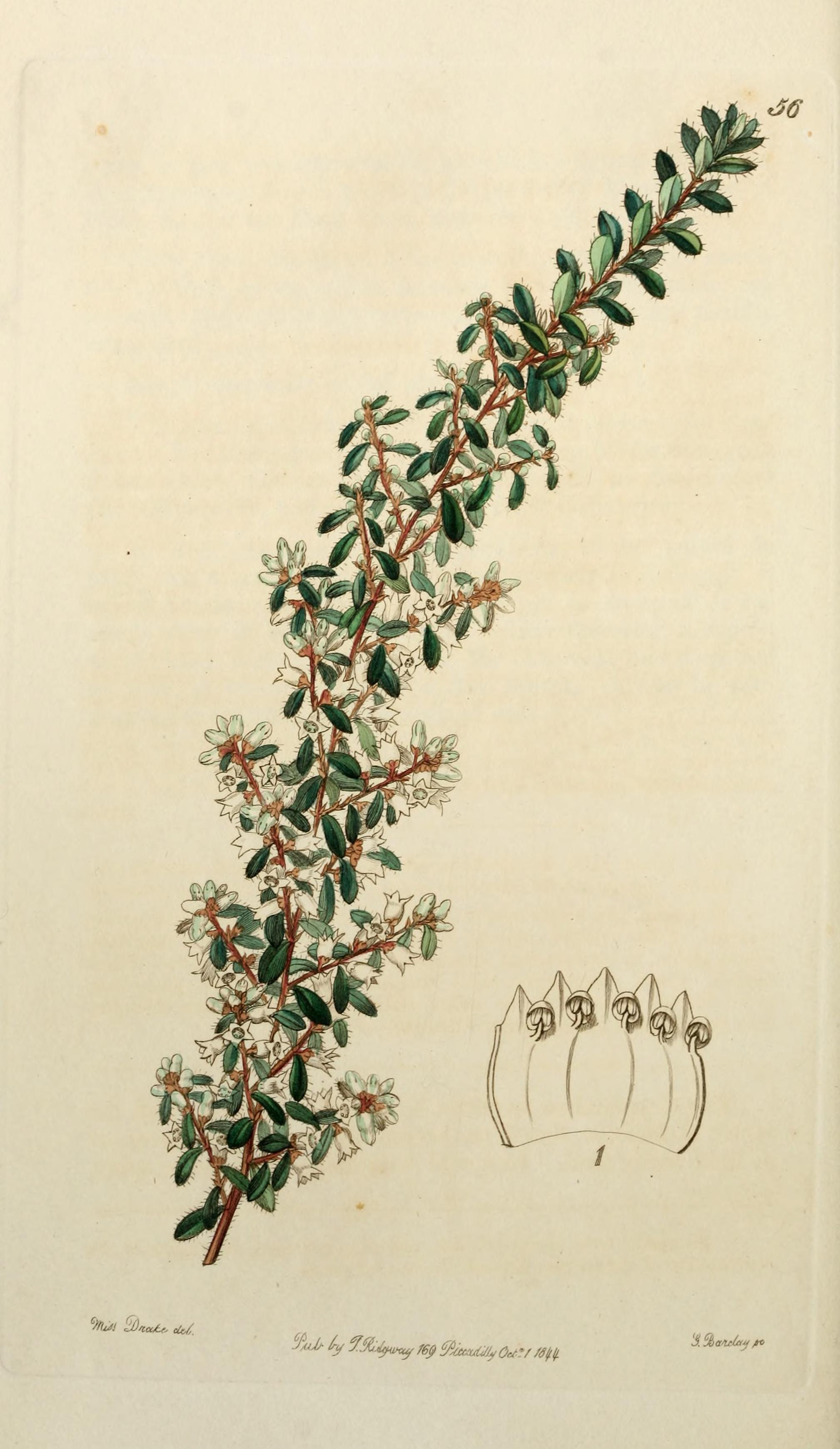
Illustration aus Edwards' botanical register, or, Ornamental flower-garden and shrubbery ... von Cryptandra arbutiflora

### Vegetative Merkmale
Cryptandra-Arten sind selbständig aufrechte, immergrüne Sträucher und erreichen Wuchshöhen von bis zu 1 Meter. Sie können dornig oder unbewehrt sein.
Die vollständig entwickelten häufig in Büscheln zusammen stehenden, wechselständig angeordneten Laubblätter können gestielt, fast sitzend oder sitzend sein. Die relativ kleinen, einfachen, ganzrandigen Blattspreiten sind flach oder kompakt und fast bleistiftförmig, linealisch, eiförmig, verkehrt-eiförmig oder elliptisch. Es liegt Fiedernervatur vor. Die vollentwickelten Blattspreiten sind auf beiden Blattflächen kahl, rau oder flaumig behaart; meist ist Blattoberseite stärker behaart als die -unterseite. Der glatte Blattrand kann nach unten eingerollt oder flach, selten konvex sein. Die haltbaren Nebenblätter als Schuppen oder Dornen ausgebildet.

### Generative Merkmale
Die fast sitzenden bis gestielten Blüten stehen entweder einzeln oder in einfachen, kopf- oder ährenähnlichen zymösen Blütenständen zusammen. Die Deckblätter sind winzig.
Die zwittrigen Blüten sind radiärsymmetrisch und fünfzählig mit meist doppelter Blütenhülle. Der freie Blütenbecher (Hypanthium) ist röhren- bis glockenförmig. Die fünf kahlen oder behaarten Kelchblätter sind verwachsen und der Kelch endet in fünf dreieckigen Kelchlappen. Es sind meist fünf (bei Cryptandra apetala fehlt der Kronblattkreis) freie Kronblätter vorhanden. Die weißen oder roten Kronblätter sind außen behaart und innen kahl; sie sind entweder dreieckig oder genagelt. Der ringförmige und häufig schwach gelappte Diskus ist mit Sternhaaren flaumig behaart. Es ist nur der innere Kreis mit fünf Staubblättern vorhanden. Die Staubfäden sind mit der Basis der Blütenröhre, aber nicht mit dem Stempel verwachsen und sind untereinander frei. Die untereinander freien Staubbeutel sind tetrasporangiat mit zwei Theken, die sich mit Längsschlitzen öffnen. Der meist drei (selten zwei bis Cryptandra intratropica; selten nur ein bei Cryptandra micrantha) Fruchtblätter sind zu einem unterständigen, ein-, zwei- oder dreikammerigen Fruchtknoten verwachsen. Bei vielen Arten ist nur eine aufsteigende, anatrope Samenanlage je Fruchtblatt vorhanden. Der einfache Griffel endet in einer einfach bis dreilappigen Narbe.
Die Spaltfrucht ist etwa 3 Millimeter lang. Die behaarten oder kahlen Teilfrüchte öffnen sich am äußersten Ende sowie seitlich und enthalten nur jeweils einen Samen. Der dreilappige Arillus ist sukkulent.

## Ökologie

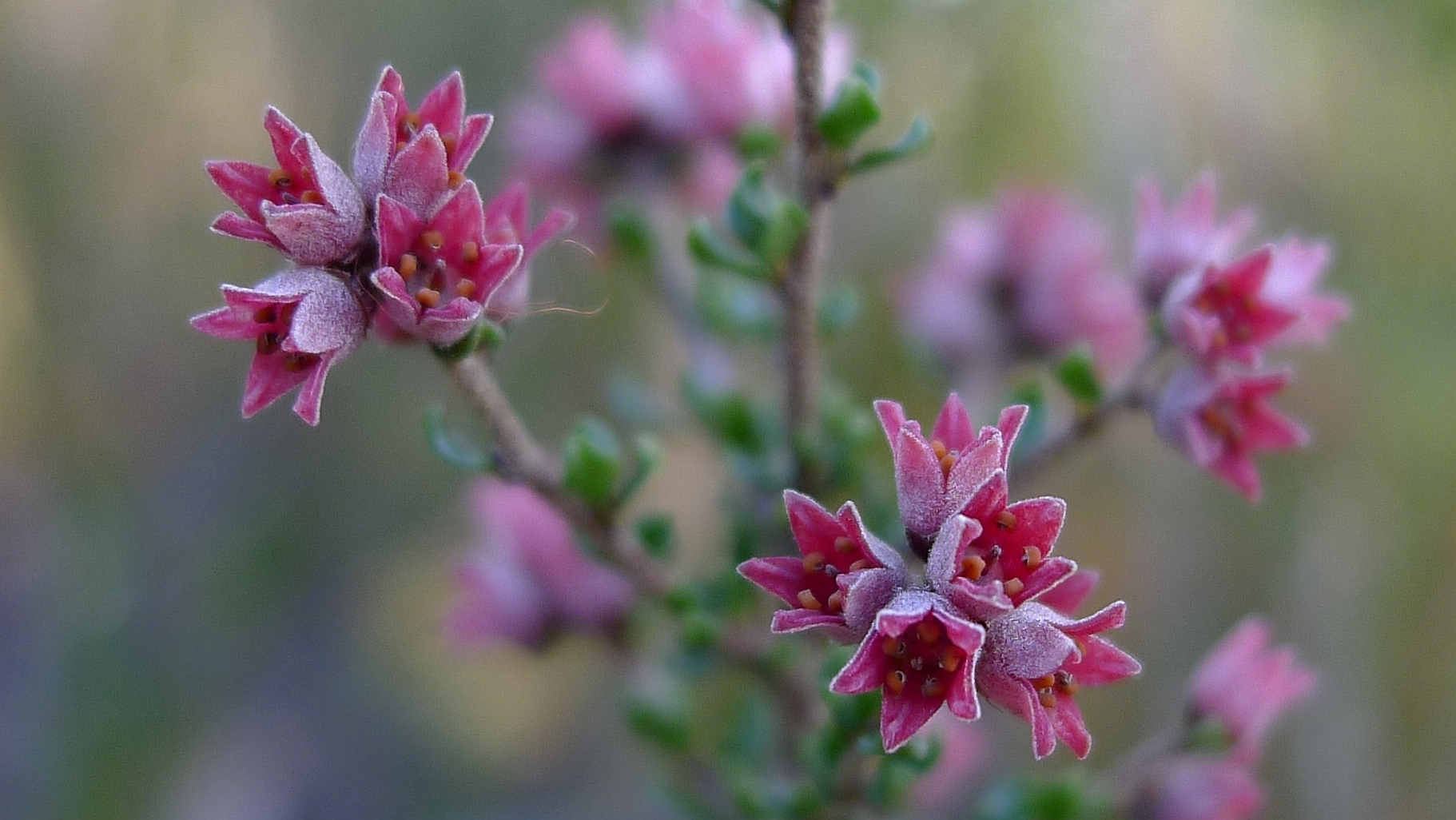
Cryptandra amara

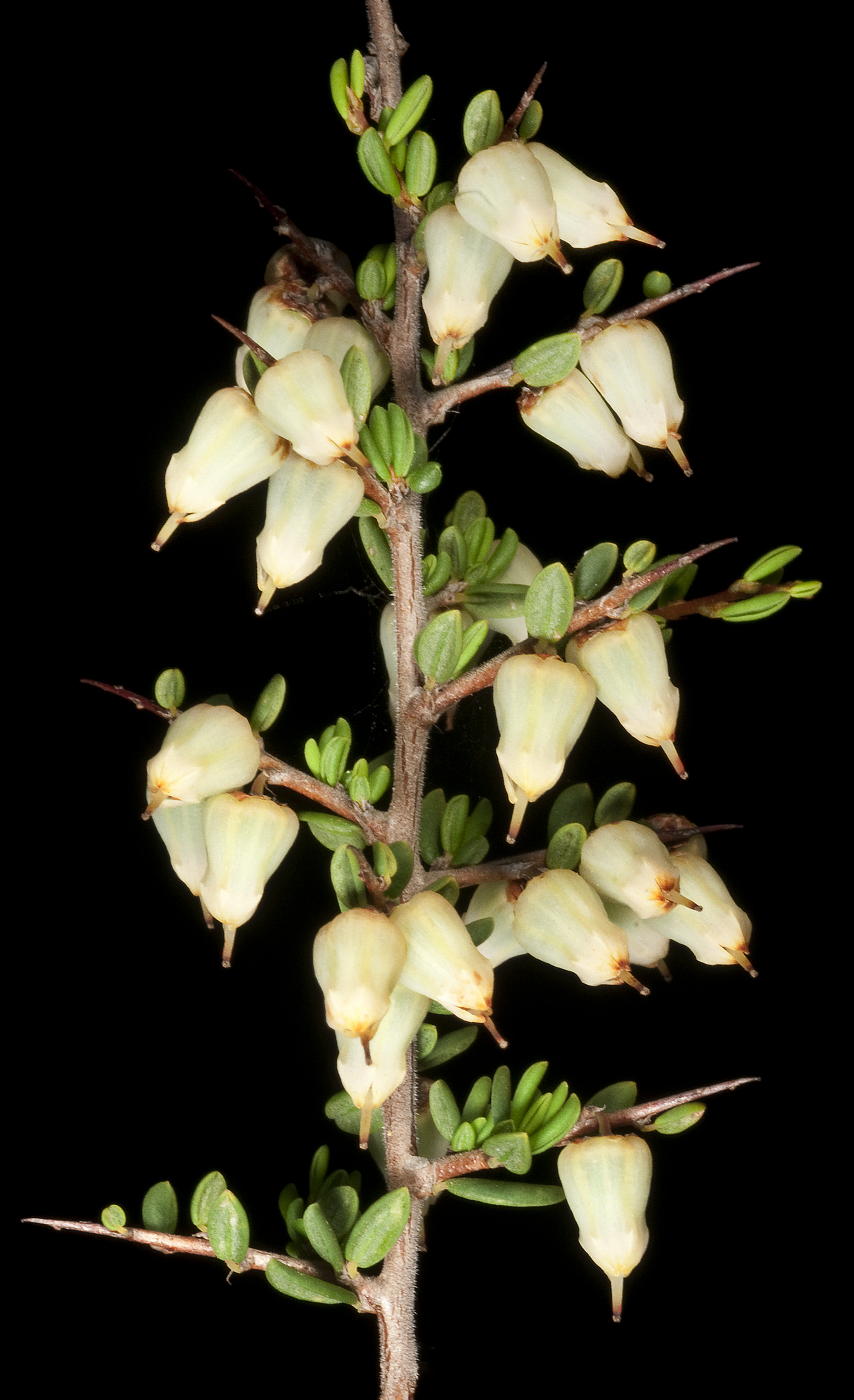
Zweig mit Dornen, Laubblättern und Blüten von Cryptandra arbutiflora var. arbutiflora

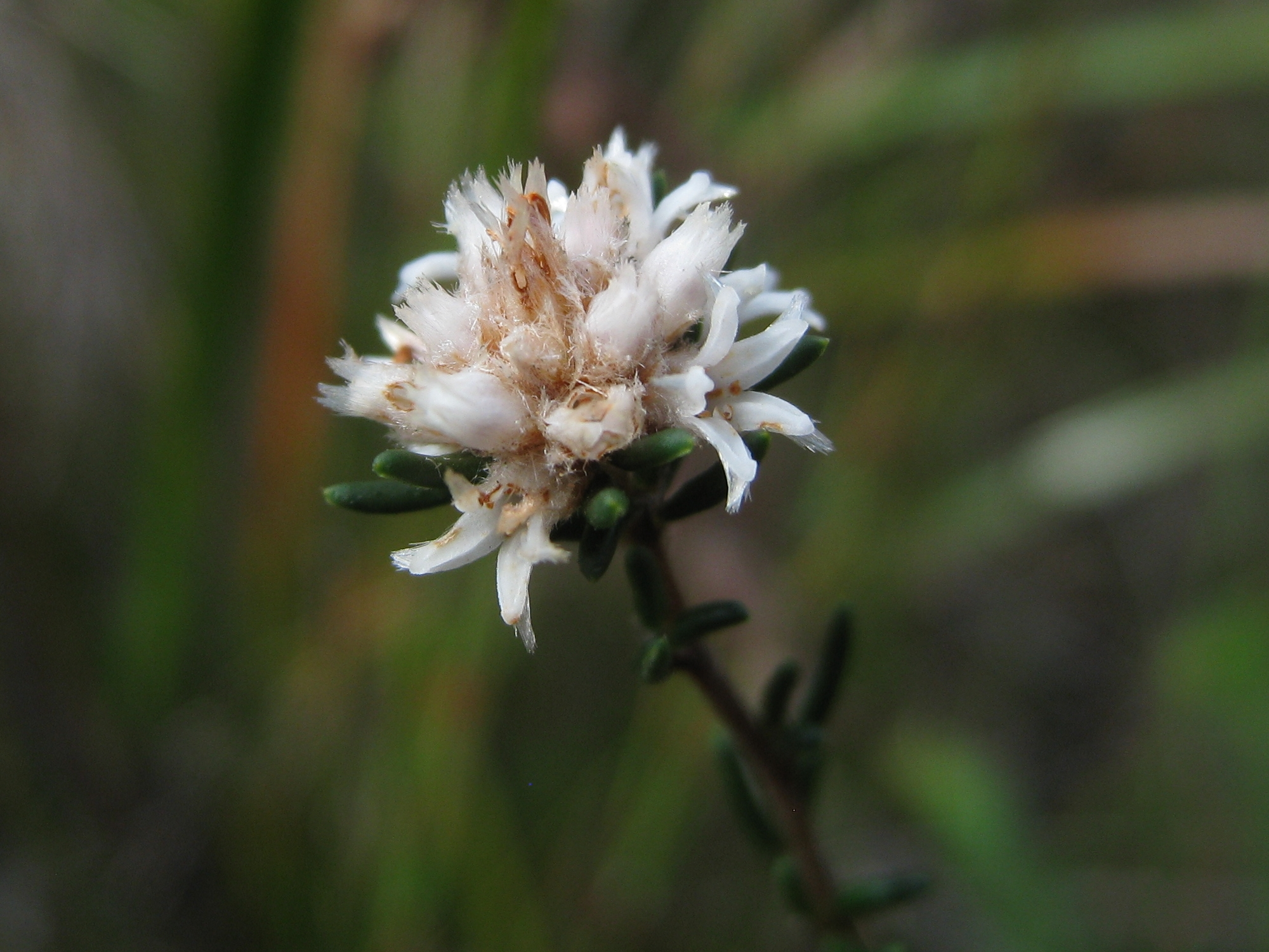
Cryptandra ericoides

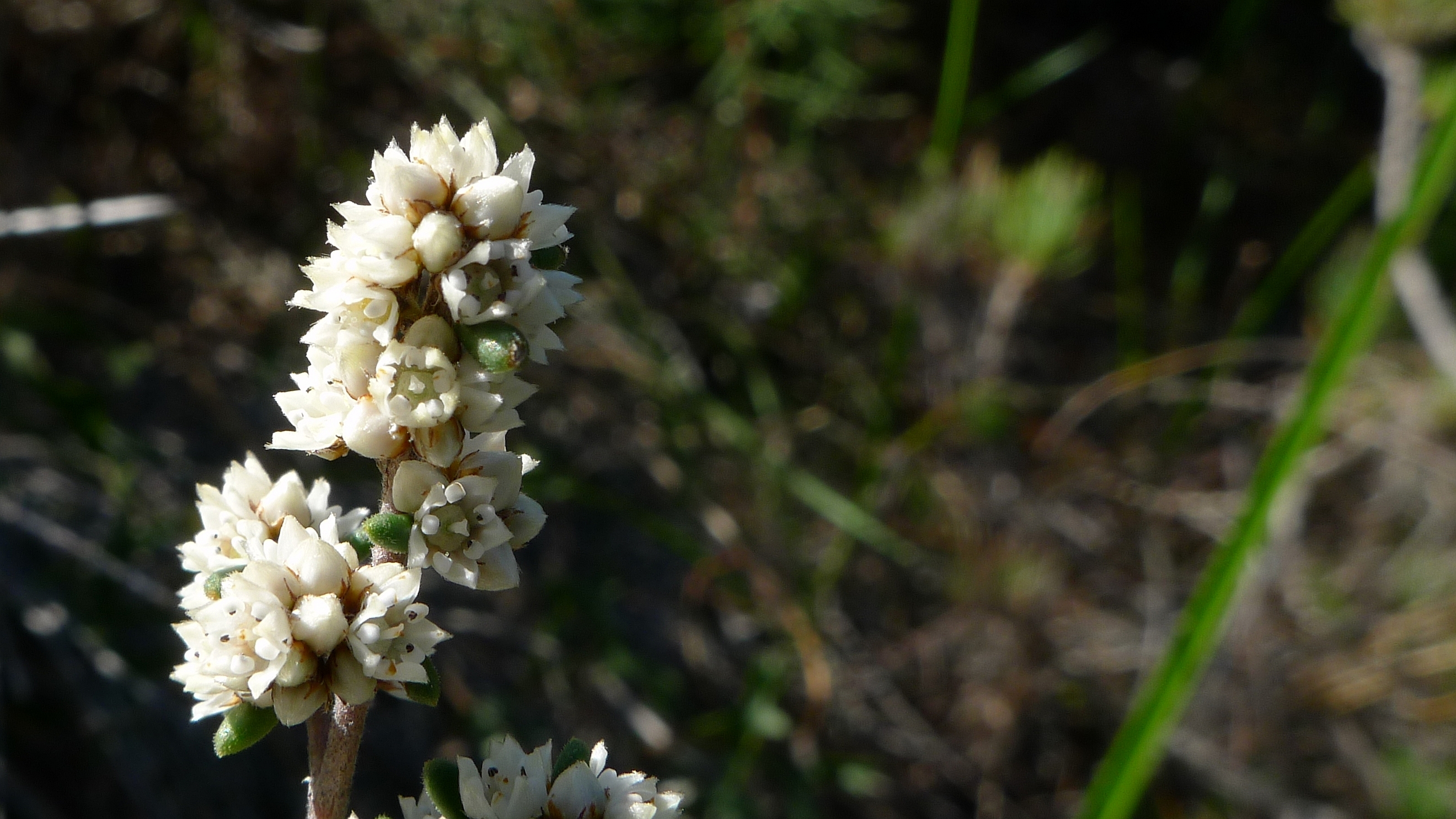
Cryptandra myriantha

Die Diaspore ist der Samen.

## Systematik und Verbreitung
Die Gattung Cryptandra wurde 1798 durch James Edward Smith in The Characters of Twenty New Genera of Plants. in Transactions of the Linnean Society of London, Volume 4, S. 217 aufgestellt. Der Gattungsname Cryptandra leitet sich von den altgriechischen Wörtern Greek kryptos für „versteckt“ und aner, andros für „Mann“ ab; dies bezieht sich auf die in den kapuzenförmigen Kronblättern versteckten Staubbeutel.
Die Gattung Cryptandra gehört zur Tribus Pomaderreae innerhalb der Familie Rhamnaceae. Der Umfang der Gattung Cryptandra wird kontrovers diskutiert. Je nach Bearbeitung sind Arten in kleinere Gattung ausgegliedert. Seit 1995 wurden viele Arten erstbeschrieben oder umbenannt. Nach Rye 2007 sind für Cryptandra Sm. folgende Synonyme zu nennen: Cryptandra Sm.  subg. Cryptandra, Cryptandra subg. Corisandra Reissek, Cryptandra sect. Wichurea Benth., Wichuraea Nees ex Reissek nom. illeg. Bei Rye sind Spyridium Fenzl, Stenanthemum Reissek (Syn.: Stenodiscus Reissek), Trymalium Fenzl eigene Gattungen.
Die Cryptandra-Arten sind alle im nicht-tropischen Australien heimisch. Das Zentrum der Artenvielfalt ist mit etwa der Hälfte der Arten Western Australia.
Die Gattung Cryptandra umfasst seit 2007 über 50 Arten:
- Cryptandra alpina Hook. f.: Dieser Endemit kommt nur in Tasmanien vor.[1]
- Cryptandra amara Sm.: Sie ist für diese Gattung relativ weit innerhalb Australiens verbreitet in Queensland, New South Wales, Victoria, im Australian Capital Territory und in Tasmanien.[1]
- Cryptandra apetala Ewart & Jean White: Die zwei Varietäten kommen nur in Western Australia vor.[1]
- Cryptandra arbutiflora Fenzl: Die etwa vier Varietäten kommen nur in Western Australia vor.[1]
- Cryptandra aridicola Rye: Sie wurde 1995 erstbeschrieben und kommt in Western Australia sowie South Australia vor.[1]
- Cryptandra armata C.T.White & W.D.Francis: Sie kommt in New South Wales und Queensland vor.[1]
- Cryptandra beverleyensis Rye: Sie wurde 2007 erstbeschrieben und kommt nur in Western Australia vor.[1]
- Cryptandra ciliata A.R.Bean: Sie kommt nur in Queensland vor.[1]
- Cryptandra congesta Rye: Sie wurde 1995 erstbeschrieben und kommt nur in Western Australia vor.[1]
- Cryptandra connata C.A.Gardner: Sie kommt nur in Western Australia vor.[1]
- Cryptandra craigiae Rye: Sie wurde 2007 erstbeschrieben und kommt nur in Western Australia vor.[1]
- Cryptandra crispula Rye: Sie wurde 2007 erstbeschrieben und kommt nur in Western Australia vor.[1]
- Cryptandra debilis A.R.Bean: Sie kommt nur in Queensland vor.[1]
- Cryptandra dielsii C.A.Gardner ex Rye: Sie wurde 2007 erstbeschrieben und kommt nur in Western Australia vor.[1]
- Cryptandra distigma Rye: Sie wurde 1995 erstbeschrieben und kommt nur in Western Australia vor.[1]
- Cryptandra ericoides Sm.: Sie kommt in New South Wales und Victoria vor.[1]
- Cryptandra exilis D.I.Morris: Dieser Endemit kommt nur in Tasmanien vor.[1]
- Cryptandra exserta Rye: Sie wurde 2007 erstbeschrieben und kommt nur in Western Australia vor.[1]
- Cryptandra filiformis A.R.Bean: Sie kommt nur in Queensland vor.[1]
- Cryptandra gemmata A.R.Bean: Sie kommt nur in Northern Territory vor.[1]
- Cryptandra glabriflora Benth.: Sie kommt nur in Western Australia vor.[1]
- Cryptandra graniticola Rye: Sie wurde 1995 erstbeschrieben und kommt nur in Western Australia vor.[1]
- Cryptandra hispidula Reissek & F.Muell.: Sie kommt nur in South Australia vor.[1]
- Cryptandra imbricata Rye: Sie wurde 2007 erstbeschrieben und kommt nur in Western Australia vor.[1]
- Cryptandra inconspicua Rye: Sie wurde 2007 erstbeschrieben und kommt nur in Western Australia vor.[1]
- Cryptandra intermedia (Rye) Rye: Sie hat seit 2007 den Rang einer Art und kommt nur in Western Australia vor.[1]
- Cryptandra intonsa Rye: Sie wurde 1995 erstbeschrieben und kommt nur in Western Australia vor.[1]
- Cryptandra intratropica W.Fitzg.: Sie kommt nur in Western Australia vor.[1]
- Cryptandra lanosiflora F.Muell.: Sie kommt in New South Wales und Queensland vor.[1]
- Cryptandra leucopogon Meisn. ex Reissek: Sie kommt nur in Western Australia vor.[1]
- Cryptandra longistaminea F.Muell.: Sie kommt in New South Wales und Queensland vor.[1]
- Cryptandra magniflora F.Muell.: Sie kommt nur in Victoria vor.[1]
- Cryptandra micrantha Rye: Sie wurde 2007 erstbeschrieben und kommt nur in Western Australia vor.[1]
- Cryptandra minutifolia Rye: Die zwei Varietäten wurden 1995 erstbeschrieben und kommen nur in Western Australia vor.[1]
- Cryptandra monticola Rye & Trudgen: Sie wurde 1995 erstbeschrieben und kommt nur in Western Australia vor.[1]
- Cryptandra multispina Rye: Sie wurde 2007 erstbeschrieben und kommt nur in Western Australia vor.[1]
- Cryptandra mutila Nees ex Reissek: Sie kommt nur in Western Australia vor.[1]
- Cryptandra myriantha Diels: Sie kommt in Western Australia, South Australia sowie Victoria vor.[1]
- Cryptandra nola Rye: Sie wurde 1995 erstbeschrieben und kommt nur in Western Australia vor.[1]
- Cryptandra nutans Steud.: Sie kommt nur in Western Australia vor.[1]
- Cryptandra orbicularis A.R.Bean: Sie kommt nur in Queensland vor.[1]
- Cryptandra pendula Rye: Sie wurde 2007 erstbeschrieben und kommt nur in Western Australia vor.[1]
- Cryptandra pogonoloba A.R.Bean: Sie wurde 2004 erstbeschrieben. Die seit 2006 zwei Unterarten kommen nur in Queensland vor.[1]
- Cryptandra polyclada Diels: Die zwei Unterarten kommen nur in Western Australia vor.[1]
- Cryptandra propinqua A.Cunn. ex Fenzl: Es gibt seit 2007 zwei Unterarten.[1]
- Cryptandra pungens Steud.: Sie kommt nur in Western Australia vor.[1]
- Cryptandra recurva Rye: Sie wurde 1995 erstbeschrieben und kommt nur in Western Australia vor.[1]
- Cryptandra scoparia Reissek: Sie kommt nur in Western Australia vor.[1]
- Cryptandra speciosa A.Cunn. ex Kellermann & Udovicic: Die zwei Unterarten wurden 2007 erstbeschrieben.[1]
- Cryptandra spinescens Sieber ex DC.: Sie kommt nur in New South Wales vor.[1]
- Cryptandra spyridioides F.Muell.: Sie kommt nur in Western Australia vor.[1]
- Cryptandra stellulata Rye: Sie wurde 2007 erstbeschrieben und kommt nur in Western Australia vor.[1]
- Cryptandra tomentosa Lindl.: Sie kommt in South Australia sowie Victoria vor.[1]
- Cryptandra wilsonii Rye: Sie wurde 1995 erstbeschrieben und kommt nur in Western Australia vor.[1]